# Chionaema croceizona
Chionaema croceizona là một loài bướm đêm thuộc phân họ Arctiinae, họ Erebidae.